# 延岡新港
延岡新港（のべおかしんこう）は、宮崎県延岡市の地方港湾。港湾管理者は宮崎県。

## 概要
以前は土々呂漁港の港区に含まれていたが、河口港で航路維持が困難な延岡港の貨物取り扱いの増加により1968年に建設計画が策定され、1972年に着工、防波堤、第一ふ頭、第二ふ頭、上屋が順次整備された。旭化成が進出しており、旭化成新港基地が立地する。
2015年度の発着数は389隻（206,377総トン）、うち外国商船10隻（11,059総トン）である。

### 沿革
- 1970年8月24日 - 港湾区域認可。
- 1972年12月12日 - 港湾区域公示。
- 1972年 - 防波堤着工。
- 1979年 - 第一ふ頭完成、供用開始
- 1985年 - 第二ふ頭完成、供用開始
- 1988年 - 県営上屋完成、供用開始

## 施設
公共岸壁2バース、旭化成専用岸壁1バース、専用ドルフィン1バースの合計4バースを有する。
- 旭化成専用ドルフィン（-6.0m×38m、3,000GT） - 重油バース
- 旭化成専用岸壁（-6.0m×200m、3,000GT） - 化学薬品バース
- 第1号岸壁（-6.0m×120m、3,000GT） - セメントバース
- 第2号岸壁（-5.5m×300m、2,000GT）